# Abdelkader Harizi
Abdelkader Harizi (en arabe : عبد القادر حريزي) est un footballeur algérien né le 14 juillet 1987 à Djendel dans la wilaya d'Aïn Defla. Il évolue au poste de milieu défensif.

## Biographie
Le 7 janvier 2010, Harizi signe un contrat de six mois avec l'USM Blida, après avoir passé cinq saisons avec le CR Belouizdad. Le 14 avril 2010, il inscrit son premier but en championnat pour l'USM Blida, lors d'une défaite 2-1 contre l'ES Sétif. La saison suivante, il se met en évidence en étant l'auteur d'un doublé contre cette même équipe, le 25 avril 2011, permettant à Blida de faire match nul (2-2).
Harizi dispute un total de 133 matchs en première division, inscrivant 11 buts.

## Palmarès
| CR Belouizdad - Coupe d'Algérie (1) : - Vainqueur : 2008-09. |  | ES Mostaganem - Championnat d'Algérie D3 (1) : - Champion Gr. Ouest : 2017-18. |